# Olimpiada Iwanowa
Olimpiada Władimirowna Iwanowa (ros. Олимпиада Владимировна Иванова; ur. 26 sierpnia 1970) – rosyjska chodziarka.
W 2001 zdobyła swój pierwszy tytuł mistrzyni świata w chodzie na 20 kilometrów. Rok później zdobyła na tym samym dystansie tytuł mistrzyni Europy. 
Na Igrzyska Olimpijskie w 2004 w Atenach przyjechała jako faworytka do tytułu mistrzowskiego, jednak przegrała z grecką chodziarką Athanasią Tsoumeleki. Zdobyty wówczas srebrny medal olimpijski należy do jej największych sukcesów. 
Na Mistrzostwach Świata w 2005 ponownie zdobyła złoty medal, ustanawiając jednocześnie (później pobity) rekord świata – 1 godzina 25 minut i 41 sekund.